# Д’Аквавелла, Гульельмо Санфеличе
Гульельмо Санфеличе Д’Аквавелла (итал. Guglielmo Sanfelice d’Acquavella; 14 апреля 1834, Аверса, королевство Обеих Сицилий — 3 января 1897, Неаполь, королевство Италия) — итальянский кардинал, бенедиктинец. Архиепископ Неаполя с 18 июля 1878 по 3 января 1897. Кардинал-священник с 24 марта 1884, с титулом церкви Сан-Клементе с 27 марта 1884.

## Источник
- Информация  (англ.)